# Schistacme obtusa
Schistacme obtusa är en skalbaggsart som beskrevs av Notman 1920. Schistacme obtusa ingår i släktet Schistacme och familjen kortvingar. Inga underarter finns listade i Catalogue of Life.